# Файф (аэропорт)
Аэропорт Файф (англ. Fife Airport, гэльск. Port-adhair Fìobha) — аэропорт, расположенный в 3,7 км на запад от шотландского Гленротеса.
У аэропорта есть обычная лицензия CAA номер P802, что позволяет осуществлять учебные рейсы и обычные пассажироперевозки.